# タムボン
タムボン（Tambol, Tambon, Tumbon; タイ語: ตำบล タイ語発音: [tām.bōn]）は、タイの地方行政組織の一つで、アムプー（郡）の下位、ムーバーン（村）の上位組織である。日本語に当たる言葉がはっきりしないため「集落」、「町」、「準郡」などと訳される。

## 行政
タンボンは法人格を有していて、下部組織の村（ムーバーン）の村長（プーヤイバーン）の中から立候補したものが住民の投票によって町長（กำนัน）が選ばれ、その他の村長と、町長によって選ばれた医師一人、小学校教員一人からなる。場合によってはこの上に町議会が設けられるが、中央政府の力が強く、あまり地方自治機構としては機能していない。